# Degas and the Dancer
Degas and the Dancer è un film tv del 1998 diretto da David Devine e basato sulla vita del pittore Edgar Degas.
Ha vinto diversi premi cinematografici, tra cui l'Humanitas Prize (categoria "Children's Live Action") nel 1999.